# Secretaría General de la Presidencia del Consejo de Ministros del Perú
La Secretaría General de la Presidencia del Consejo de Ministros es el órgano encargado de coordinar y supervisar las labores y la marcha administrativa de todos los órganos de la PCM y de lo organismos adscritos a ella, así como de aquellos órganos u organismos cuya coordinación y/o supervisión le sea expresamente asignada.

## Funciones
- Apoyar en la conducción de las actividades de la Presidencia del Consejo de Ministros para alcanzar el cumplimiento de sus objetivos y metas establecidas.
- Apoyar en la coordinación y supervisión de los órganos de asesoramiento, de apoyo y técnicos especializados de la PCM.
- Apoyar la supervisión y coordinación de las actividades de los Órganos de Línea de la Presidencia del Consejo de Ministros.
- Coordinar las actividades de los Órganos Reguladores, de los Organismos Públicos Descentralizados y de las Comisiones adscritas a la PCM, según corresponda, para el cumplimiento de políticas sectoriales.

## Estructura
- Secretaría Administrativa
  - Oficina General de Administración
  - Oficina General de Planificación y Presupuesto
- Secretaría de Coordinación
- Secretaría de Comunicación Social
- Secretaría de Gestión Pública
- Secretaría de Gobierno Digital
- Secretaría de Integridad Pública

## Lista de Secretarios Generales
- Víctor Andrés García Belaunde (1980-1985)
- Víctor García Toma (1989)
- Ángel Delgado Silva (1990-1991)
- Víctor Manuel Camacho Orlandini (1991-1999)
- Richard Inurritegui Bazán (1999-2001)
- José Bernal Helguero (2001)
- José Daniel Amado Vargas (2001-2002)
- Jaime Reyes Miranda (2002-2005)
- María Lila Iwasaki Cauti (2005-2007)
- José Manuel Antonio Elice Navarro (2007-2008)
- Arturo Delgado Vizcarra (2008-2009)
- José Carlos Chirinos Martínez (2009-2010)[1]
- Luis Antonio Alemán Nakamine (2010-2011)
- Kitty Elisa Trinidad Guerrero (2011)
- María Elena Juscamaita Arangüena (5 de agosto de 2011 - 2 de agosto de 2012)
- Julio Guzmán Cáceres (2 de agosto de 2012 - 26 de febrero de 2013)
- Manuel Ángel Clausen Olivares (26 de febrero de 2013 - 4 de diciembre de 2013)
- Ramón Alberto Huapaya Raygada (2 de enero de 2014 - 27 de febrero de 2014)[2]
- Salvador Donaire Otárola (27 de febrero de 2014 - 3 de agosto de 2014)
- Marcela Huaita Alegre (4 de agosto de 2014 - 17 de febrero de 2015)
- Martín Pedro Pérez Salazar (16 de marzo de 2015 - 8 de abril de 2015)
- Manuel Gustavo Mesones Castelo (8 de abril de 2015 - 27 de julio de 2016)
- María Soledad Guiulfo Suárez-Durand (2016-2018)
- Ramón Alberto Huapaya Raygada (2018)
- Jorge Ernesto Arrunátegui Gadea (2019)[3]
- Úrsula Desilú León Chempén (2019-2020)
- Diana Álvarez-Calderón Gallo (2020)
- Úrsula Desilú León Chempén (2020)
- Paola Bustamante Suárez (2020-)[4]